# Bacău (grad)
Bacău (njemački: Barchau, mađarski: Bákó) je grad u istočnoj Rumunjskoj, glavni grad županije Bacău.

## Zemljopis
Grad se nalazi se u zapadnom dijelu povijesne pokrajine Moldavije. Smješten je na ušću rijeke Bistrice u rijeku Siret, najnačajniji je grad u zapadnoj Moldaviji, što ga čini prometnim središtem ovoga dijela Rumunjske.

## Stanovništvo
Po popisu stanovništva iz 2002. godine grad ima 175.500 stanovnika, dok je prosječna gustoća naseljenosti 4.064 stan/km² Prema vjeroispovjesti najviše je pravoslavaca 153.849 stanovnika i rimokatolika 19.094 stanovnika.
- Rumunji: 173.041
- Romi: 1.605
- Mađari: 191
- Nijemci: 83

## Gradovi prijatelji
- Torino, Italija

## Vanjske poveznice
- Službena stranica grada
- Fotografije grada

### Ostali projekti
|  | Zajednički poslužitelj ima još gradiva o temi Bacău (grad) |